# Izquierda Comunista (Chile)
La Izquierda Comunista fue un partido político chileno que existió entre 1931-1936.

## Historia
Durante el primer gobierno del presidente de Carlos Ibáñez del Campo (1927-1931) el Partido Comunista de Chile (PCCh), junto con ser declarado ilegal y perseguido, la directiva perdió contacto con la Internacional Comunista (Comintern). Durante dicho periodo la dirección fue encabezada por el senador Manuel Hidalgo Plaza. Al reasumirse las relaciones con el Comintern, se reinició el proceso de bolchevinización (centralismo democrático y organización en células) del PCCh, medida que fue resistida por Hidalgo y parte de la directiva. Por consecuencia, se impuso una dirección encabezada por Elías Lafferte que fue reconocida como la oficial.
Aunque el problema de fondo era un debate de estrategia con respecto a la presidencia de Ibáñez del Campo y posteriores eventos políticos, también se discutía la política del frente único de clase contra clase (propugnada por la Comintern y el grupo de Lafferte) o la de colaboración con otras fuerzas políticas más abierta y pluralista, sin el componente de clase única (propugnada por el grupo de Hidalgo), enfrentándose ambas facciones en cuál debía ser reconocida internacionalmente como la oficial. Posteriormente apareció la acusación de trotskismo a los disidentes.
Para la elección presidencial de 1931 cada grupo presentó su candidato. Hidalgo, por los disidentes, obtuvo 1263 votos (0,44 %). Lafferte, por el sector oficial 2434 votos (0,85 %). Con lo cual se formalizó la situación en pugna.
En las elecciones parlamentarias de 1932 se eligió a Emilio Zapata Díaz bajo el Partido Socialista Unificado (PSU), aunque la mayoría de sus militantes se presentó por el Partido Radical Socialista (PRS). Para la elección presidencial proclamó como abanderado al candidato Marmaduke Grove, quien también fue apoyado por otros grupos socialistas como la Nueva Acción Pública (NAP).
A continuación, se propuso la realización de un «Congreso de Unidad». Esta iniciativa fue rechazada por el sector oficial, mientras que los disidentes organizaron su propio congreso partidario el 19 de marzo de 1933, en el cual se declararon como "oposición de izquierda" frente al PCCh y acordaron transformarse en la sección chilena de la Cuarta Internacional. Por ello, Manuel Hidalgo fue elegido como secretario general de la colectividad.
En el ámbito local, la Izquierda Comunista se acercó al recién creado Partido Socialista de Chile (PS), al Partido Democrático (PDo) y al Partido Radical Socialista (PRS) para conformar el "Block de Izquierda" en 1934.
En 1936 la mayoría decidió incorporarse al PS. En este grupo estuvieron Manuel Hidalgo, Humberto Mendoza, Pablo López, Oscar Waiss, Humilde Figueroa y Carlos Acuña. Una facción minoritaria encabezado, por Diego Henríquez, rehusaron tal decisión y formaron el Partido Obrero Revolucionario (POR) en 1937.